# Ministerio de Alimentación y Agricultura del Reich
El Ministerio de Alimentación y Agricultura del Reich (en alemán: Reichsministerium für Ernährung und Landwirtschaft, abreviado RMEL) fue durante el período de la República de Weimar de 1919 a 1933 y durante el período del nacionalsocialismo de 1933 a 1945 el responsable de los asuntos agrícolas del Reich alemán. Estaba encabezado por un Ministro del Reich, quien a su vez estaba bajo la supervisión de un Secretario de Estado. El 1 de enero de 1935, el Ministerio se fusionó con el Ministerio de Agricultura, Bosques y dominios de Prusia fundado en 1879. En 1938 fue renombrado como «Ministerio de Alimentación y Agricultura del Reich y Prusia». Después de la caída del Tercer Reich en 1945, fue ocupado en 1949 por las fuerzas occidentales, fundadoras de la República Federal de Alemania, el Ministerio Federal de Alimentación y Agricultura fue restablecido y sucedido como Ministerio Federal de Alimentación y Agricultura.

## Historia
En marzo de 1919, el Reichsernährungsamt fue el primero en establecer el 'Ministerio de Alimentación del Reich'. Esto se combinó con el Ministerio de Economía del Reich en septiembre de 1919 y se volvió a fundar durante el Kapp-putsch en marzo de 1920 bajo el nombre de "Ministerio de Alimentación y Agricultura del Reich". En el mismo año, el ministerio se mudó al Palacio del Príncipe Alejandro y el Príncipe George en Wilhelmstraße 72 en Berlín. Desde 1924, cuatro pinturas de gran tamaño de August Weber fueron presentadas en el edificio, y desde 1945 se perdieron.
Después de que los nacionalsocialistas tomaran el poder el 30 de enero de 1933, el ministerio fue inicialmente dirigido por Alfred Hugenberg. Obligado a dimitir en junio de 1933, Hugenberg fue sucedido por Kurt Schmitt y Walther Darré. Este último asumió el 30 de junio]ñ de 1933 como Reichsbauernführer la gestión del Ministerio de Alimentación y Agricultura del Reich, donde estaba en esta función también creado para el Gleichschaltung de agricultura Reichsnährstand. El político Walther Darré asumió el liderazgo personal del aparato oficial del partido perteneciente a la Oficina de Política Agrícola (desde 1936 "Oficina del Reich para la Política Agraria", y luego desde 1942 "Oficina del Reich para la gente del campo"). La oficina era responsable de la gestión y supervisión de la Reichsnährstandes. Darré, que había nacido en Argentina, era un destacado especialista en temas agrícolas que había trabajado en el Ministerio de Agricultura de Prusia y del Reich hasta que debió abandonar su puesto por concliflictos con sus superiores, retirándose a las tierras que poseía en 1929 y escribió el libro El campesinado como fuente vital de la raza nórdica.
El RMEL, por su abreviatura, se hizo cargo de la supervisión estatal de la organización Reichsnährstand. Como resultado, las áreas individuales de responsabilidad fueron transferidas gradualmente a otras autoridades nacionalsocialistas. Así, en 1935, al renombrar el Ministerio de Alimentación y Agricultura del Reich, y crear la Oficina Forestal del Reich bajo el liderazgo de Hermann Göring se estableció como la máxima autoridad del Reich para la silvicultura y la caza, el manejo de la madera, la conservación de la naturaleza y la conservación de los animales. La silvicultura del Reich se unió a su vez el 1 de enero de 1935 con la silvicultura estatal prusiana. El diputado de Göring y jefe de facto de la silvicultura alemana fue Walter von Keudell, y posteriormente desde 1937 Friedrich Alpers. Además, en los años 1934 y 1935, la educación vocacional y técnica agrícola se dividió en el Ministerio de Ciencia, Educación y Cultura del Reich, una dirección del Ministerio del Interior del Reich. El 22 de septiembre de 1938, se efectuó el decreto del Ministro del Reich, de que todos los institutos de investigación derivados de la industria pesquera se reunirían en un Instituto del Reich para la Pesca.

## La reforma de la agricultura de 1933
El ministro Walther Darré promulgó dos leyes básicas que reorganizaban por completo la producción y el mercado, mediante una innovación que, paradójicamente, volvía a los campesinos a la época feudal dejando los agricultores y sus eventuales descendientes atados a un trozo de tierra en particular. La ley de 29 de septiembre de 1933 de las Fincas Hereditarias se aplicó a  todas las fincas mayores de 308 acres (125 hectáreas) capaces de sustentar a una familia; no podían ser vendidas, divididas, hipotecadas o rematadas por deudas, al morir el propietario pasaban al hijo mayor o a al menor, dependiendo de las costumbres locales, o al pariente varón más próximo, quien estaba obligado a continuar la explotación y sustentar a sus hermanos, varones y mujeres, hasta la mayoría de edad. Los únicos autorizados a asumir esa condición eran los ciudadanos alemanes que pudieran probar su pureza de sangre remontándose hasta el 1800 y la perdían si violaban el Código de Honor Campesino o si por incapacidad u otra causa dejaban de dedicarse a la agricultura activa. Con esta reforma, los campesinos que al iniciarse el Tercer Reich estaban abrumados por deudas, quedaba exento de perder su propiedad y, al mismo tiempo, atado a la tierra como los antiguos siervos del período feudal.
La otra ley fue la de creación de la Organización Alimentaria del Reich, del 13 de septiembre de 1933; esta entidad, que estaba a cargo del ministro Darré como jefe del Campesinado del Reich, tenía completa autoridad sobre todos los aspectos de la producción agrícola, incluyendo su comercialización y transformación.
Las medidas tuvieron un efecto favorable para los agricultores, que se sintieron halagados al recibir la atención gubernamental que antes parecía dirigirse solamente hacia los comerciantes. El ministro obtuvo aumentos de precios del veinte por ciento para la producción, que fue incluso superior en relación con los lácteos, verduras y ganado, si bien el incremento quedó parcialmente anulado por la subida de insumos. La meta de autosuficiencia en materia alimentaria que se propuso el gobierno solo fue cumplida en un 83% pero los alemanes obtuvieron durante la guerra el resto que necesitaban gracias a la conquista de otros países.

## Ministros
|     | Nombre                  | Periodo                                           | Partido | Partido       |
| --- | ----------------------- | ------------------------------------------------- | ------- | ------------- |
| 1   | Robert Schmidt          | 13 de febrero de 1919 - 26 de marzo de 1920       |         | SPD           |
| 2   | Andreas Hermes          | 27 de marzo de 1920 - 10 de marzo de 1922         |         | Centro        |
| 3   | Anton Fehr              | 31 de marzo de 1922 - 21 de noviembre de 1922     |         | BB            |
| 4   | Karl Müller             | 22 de noviembre de 1922 - 25 de noviembre de 1922 |         | Centro        |
| 5   | Hans Luther             | 1 de diciembre de 1922 - 4 de octubre de 1923     |         | Independiente |
| 6   | Gerhard Graf von Kanitz | 6 de octubre de 1925 - 5 de diciembre de 1925     |         | Independiente |
| 7   | Heinrich Haslinde       | !20 de enero de 1926 - 17 de diciembre de 1926    |         | Centro        |
| 8   | Martin Schiele          | 28 de enero de 1927 - 12 de junio de 1928         |         | DNVP          |
| 9   | Hermann Dietrich        | 28 de junio de 1934 - 27 de marzo de 1930         |         | DDP           |
| (8) | Martin Schiele          | 30 de marzo de 1930 - 30 de mayo de 1932          |         | DNVP/CNBL     |
| 10  | Magnus von Braun        | 1 de junio de 1932 - 28 de enero de 1933          |         | DNVP          |
| 11  | Alfred Hugenberg        | 30 de enero de 1933 - 29 de junio de 1933         |         | DNVP          |
| 12  | Walther Darré           | 30 de junio de 1933 - 23 de mayo de 1942          |         | NSDAP         |
| 13  | Herbert Backe           | 23 de mayo de 1942 - 23 de mayo de 1945           |         | NSDAP         |

## Secretarios de Estado
|    | Nombre                | Periodo     | Partido | Partido       |
| -- | --------------------- | ----------- | ------- | ------------- |
| 1  | Ludwig Huber          | 1920 - 1921 |         | Independiente |
| 2  | Carl Heinrici         | 1922 - 1923 |         | Independiente |
| 3  | Fred Hagedorn         | 1923 - 1926 |         | Independiente |
| 4  | Erich Hoffmann        | 1926 - 1929 |         | Independiente |
| 5  | Hermann Heukamp       | 1929 - 1932 |         | Independiente |
| 6  | Fritz Mussehl         | 1932 - 1933 |         | Independiente |
| 7  | Hans Joachim von Rohr | 1933 - 1933 |         | NSDAP         |
| 8  | Herbert Backe         | 1933 - 1934 |         | NSDAP         |
| 9  | Werner Willikens      | 1934 - 1945 |         | NSDAP         |
| 10 | Hans-Joachim Riecke   | 1943 - 1945 |         | NSDAP         |